# Elecciones municipales de 1983 en Valencia
El 8 de mayo de 1983 se celebraron, en el marco de las elecciones municipales a nivel estatal, elecciones al Ayuntamiento de Valencia. Se eligieron los 33 concejales del pleno municipal.

## Resultados
La lista socialista se erigió como la fuerza más votada en la mayoría de barrios, demostrando especial fortaleza en los distritos de Benicalap, Rascanya, Camins al Grau y Poblados del Oeste. También alcanzó porcentajes de voto superiores al 55% en L'Olivereta y Jesús, mientras que obtuvo sus cifras de apoyo más bajas en los distritos más acaudalados, ubicados en el centro de la ciudad.
Por su parte, la recientemente creada Coalición Popular(formada por Alianza Popular, Unión Valenciana, el Partido Demócrata Popular y la Unión Liberal) obtuvo un nivel de respaldo especialmente significativo en los barrios céntricos de renta más alta, lo cual se manifiesta en el hecho de que obtuviese mayorías muy holgadas en los distritos de Ciutat Vella, L'Eixample, El Pla del Real y Extramurs, si bien también consiguió imponerse en varias pedanías situadas en los Poblats del Nord (concretamente, en Mauella, Tauladella, Rafalell i Vistabella, Massarrojos y Borbotó, siendo además la ventaja del PSOE sobre esta coalición de centroderecha de apenas medio punto porcentual –3 votos– en la pedanía igualmente norteña de Benifaraig).
A bastante distancia de las dos principales listas competidoras quedaría la del Partido Comunista de España-Partido Comunista del País Valenciano (PCE-PCPV), que lograría, al igual que el PSOE, recabar una mayor porción de votos en los distritos más humildes, si bien su desempeño sería particularmente notable en zonas cercanas al medio rural y alejadas del centro, siendo ejemplos de ello los poblados costeros de El Perellonet (donde la UCD se impuso en las anteriores elecciones por menos de medio punto porcentual –1 voto– sobre el PCE) y Pinedo, ya que en ambas pedanías la formación comunista obtendría más del 30% de los votos, llegando a convertirse además en la fuerza más votada en la última de ellas, siendo esta la única ocasión en que el PCE o su coalición sucesora, IU, lograría la mayor cantidad de votos en un barrio de la ciudad. Con todo, la lista comunista sufrió una pérdida de alrededor del 50% de los sufragios que obtuvo en las anteriores elecciones locales, si bien cosechando cerca de 8000 votos más que los logrados en las elecciones generales del año anterior, en que el PCE logró tan solo 20014 votos (que, al equivaler al 4.6% de los votos válidos, habría supuesto la falta de representación municipal al no superar la barrera electoral legal).

### Partidos sin representación
El recientemente fundado Centro Democrático y Social (CDS) no obtuvo representación, superando el 5% únicamente en el barrio de Faitanar y alcanzando cifras de apoyo superiores al 3% en La Bega Baixa, Penya-Roja y los acaudalados barrios de Ciutat Universitària, Jaume Roig y Exposició, así como en Safranar, Sant Pau, Benifaraig y Trinitat.
La coalición Unitat del Poble Valencià (UPV), conformada por el Partit Nacionalista del País Valencià (PNPV) y el Agrupament d'Esquerra del País Valencià (AEPV), cuya lista encabezaba el independiente, arquitecto y activista vecinal Just Ramírez Palomar, tampoco conseguiría ningún representante en el consistorio. Registró sus mejores resultados en Camí de Vera, Carpesa, Benifaraig y El Saler, donde obtuvo del 3 al 4% de los votos.
Quedaría igualmente fuera del consistorio la coalición de Esquerra Nacionalista Valenciana (ENV) y Unión Regional Valencianista (URV), cuyo mejor resultado se daría en El Cabanyal-El Canyamelar (4,07% de los votos válidos), zona esta cuyas fallas se habían coaligado en la Agrupación de Fallas del Marítimo por la iniciativa del cabeza de lista de la coalición valencianista, Vicente Salvador i Ferrís, que también ejerció como primer presidente de dicha agrupación en los dos años siguientes a su fundación.
También carecerían de representación partidos de derecha como el Partido Demócrata Liberal y la Organización Independiente Valenciana. Mientras que el primero lograría su mejor resultado en los barrios de Ciutat Universitària (3,41% de los votos válidos), Jaume Roig (3,36%) y las pedanías sureñas de El Palmar (3,32%) y El Saler (3,02%), la segunda formación cosecharía en la pedanía de Mauella un 5,56% de los votos válidos, lo cual contrastaría con lo exiguo de sus resultados en la gran mayoría de barrios, pues no superaría el 1% de los votos más que en otras pedanías de escasa población y en los barrios de Beteró y El Cabanyal. 
Finalmente, la Coalición de Lucha Popular, que concurrió a las elecciones con una lista nutrida de independientes y miembros del Partido Comunista de España (marxista-leninista) e Izquierda Republicana, obtuvo un resultado testimonial, sin registrarse ninguna papeleta para esta candidatura en varios barrios como Soternes, La Llum o Ciutat Universitària, y logrando superar el 1% de los votos únicamente en la pedanía de Cases de Bàrcena.
|                                                                           | Partido Socialista Obrero Español (PSOE)                                                                    | 186 445 | 48,83                           | 18                              |
|                                                                           | Coalición de Alianza Popular con Unión Valenciana, Partido Demócrata Popular y Unión Liberal (AP-UV-PDP-UL) | 141 689 | 37,11                           | 13                              |
|                                                                           | Partido Comunista de España - Partido Comunista del País Valenciano (PCE-PCPV)                              | 28 863  | 7,56                            | 2                               |
| Centro Democrático y Social (CDS)                                         | Centro Democrático y Social (CDS)                                                                           | 7360    | 1,93                            | 0                               |
| Coalición Electoral Unitat del Poble Valencià (UPV)                       | Coalición Electoral Unitat del Poble Valencià (UPV)                                                         | 5685    | 1,49                            | 0                               |
| Esquerra Nacionalista Valenciana - Unión Regional Valencianista (ENV-URV) | Esquerra Nacionalista Valenciana - Unión Regional Valencianista (ENV-URV)                                   | 4717    | 1,24                            | 0                               |
| Partido Demócrata Liberal (PDL)                                           | Partido Demócrata Liberal (PDL)                                                                             | 3225    | 0,84                            | 0                               |
| Organización Independiente Valenciana (OIV)                               | Organización Independiente Valenciana (OIV)                                                                 | 1651    | 0,43                            | 0                               |
| Coalición de Lucha Popular (CLP)                                          | Coalición de Lucha Popular (CLP)                                                                            | 492     | 0,13                            | 0                               |
| Votos en blanco                                                           | Votos en blanco                                                                                             | 1656    | 0.43                            | n/a                             |
| Votos válidos                                                             | Votos válidos                                                                                               | 381 814 | 100,00                          | 33                              |
| Votos nulos                                                               | Votos nulos                                                                                                 | 4885    | Participación: \| \| 69.91 % \| | Participación: \| \| 69.91 % \| |
| Votantes                                                                  | Votantes | 386 699 | Participación: \| \| 69.91 % \| | Participación: \| \| 69.91 % \| |
| Electores                                                                 | Electores                                                                                                   | 553 067 | Participación: \| \| 69.91 % \| | Participación: \| \| 69.91 % \| |
| Fuente: Oficina d’Estadística. Ajuntament de València                     | |         |                                 |                                 |
|                                                                           | 69.91 % |         |                                 |                                 |

## Concejales electos
Relación de concejales electos:
| N.º | Nombre                                      | Lista | Lista        |
| --- | ------------------------------------------- | ----- | ------------ |
| 1   | Ricardo Pérez Casado                        |       | PSOE         |
| 2   | Martín Luis Quirós Palau (AP)               |       | AP-UV-PDP-UL |
| 3   | Juan Antonio Lloret Llorens                 |       | PSOE         |
| 4   | Miguel Mira Ribera (AP)                     |       | AP-UV-PDP-UL |
| 5   | Juan Ballester Pérez                        |       | PSOE         |
| 6   | Juan Carlos Gimeno Gascón (AP)              |       | AP-UV-PDP-UL |
| 7   | Vicente Miguel Garcés Ramón                 |       | PSOE         |
| 8   | Fernando Millán Sánchez                     |       | PSOE         |
| 9   | Vicente González Lizondo (UV)               |       | AP-UV-PDP-UL |
| 10  | José Antonio Cabrera González               |       | PSOE         |
| 11  | Juan Pedro Zamora Suárez                    |       | PCE-PCPV     |
| 12  | Antonio Barranco Mora (AP)                  |       | AP-UV-PDP-UL |
| 13  | José Micó Catalán                           |       | PSOE         |
| 14  | Carmen García-Fuster y González-Alegre (AP) |       | AP-UV-PDP-UL |
| 15  | Roberto Cantos Segura                       |       | PSOE         |
| 16  | María Encarnación Lerma Blasco              |       | PSOE         |
| 17  | Manuel Carlos Cerdá Murcia (PDP)            |       | AP-UV-PDP-UL |
| 18  | Miguel Albuixech Grau                       |       | PSOE         |
| 19  | José Luis Sorribes Mur (UV)                 |       | AP-UV-PDP-UL |
| 20  | Francisco Martí Figueres                    |       | PSOE         |
| 21  | Rafael Sanchis Perales (AP)                 |       | AP-UV-PDP-UL |
| 22  | Ramón Vilar Zanón                           |       | PSOE         |
| 23  | Salvador Blanco Revert                      |       | PCE-PCPV     |
| 24  | Francisco José Conca Higón                  |       | PSOE         |
| 25  | Salvador Palop Martínez (UL)                |       | AP-UV-PDP-UL |
| 26  | Clementina Ródenas Villena                  |       | PSOE         |
| 27  | Enrique Llorens Tarazona (AP)               |       | AP-UV-PDP-UL |
| 28  | Juan Antonio Estellés Noguer                |       | PSOE         |
| 29  | Francisco Benavent Seguí (AP)               |       | AP-UV-PDP-UL |
| 30  | Enrique Real Martínez                       |       | PSOE         |
| 31  | Alicia Vázquez Fernández                    |       | PSOE         |
| 32  | Antonio Clemente Martínez (PDP)             |       | AP-UV-PDP-UL |
| 33  | Francisco García Carbonell                  |       | PSOE         |